# Immram Brain
Immram Brain ['imrav branʴ] („Brans Seefahrt“) ist der Titel einer Reise-Erzählung (immram) aus dem Beginn des 8. Jahrhunderts. Sie ist die älteste erhaltene dieser Literaturgattung. Im verschollenen Lebor Dromma Snechta („Das Buch von Druim Snechta“) ist diese Erzählung, laut Hinweisen in jüngeren Manuskripten, erstmals aufgezeichnet worden. Das Werk ist zum Teil in Prosa, zum Teil in Versen abgefasst, in ihm werden christliche und vorchristliche Vorstellungen miteinander verbunden.

## Inhalt
Bran mac Febail [bran mak 'fʴevilʴ] („Bran, Febals Sohn“) bekommt auf seiner Burg den Besuch einer mystischen Frau aus der Anderen Welt, die mit einem silbernen Zweig wunderbare Musik ertönen lässt. Sie erzählt, dass dieser Zweig vom Apfelbaum im Land Emain Ablach stammt, der paradiesischen Insel im Ozean. Nach ihrem Verschwinden rüstet Bran ein Boot aus und macht sich mit dreimal neun Begleitern (Zahlenmystik) auf die Suche nach der Insel. Am dritten Tag begegnet ihnen Manannan mac Lír, der Bran von der Geburt seines Sohnes erzählt (Compert Mongáin) und sie zu einer Welt der immerwährenden Fröhlichkeit weist. Dort kann Bran allerdings nichts über seinen weiteren Reiseweg erfahren, da alle Bewohner immerzu nur lachen und auch ein von ihm ausgesandter Bote bleibt schließlich lachend auf der Insel zurück. Später landen sie am Ufer einer Insel, die nur von Frauen bewohnt wird und auf der sie viele Jahre glücklich leben – diese Zeit kommt ihnen allerdings wie ein einziges Jahr vor.
Brans Gefährte Nechtan mac Collbran bekommt jedoch unstillbares Heimweh und überredet ihn zur Rückreise. Von der Inselkönigin werden sie davor gewarnt, Irlands Erde je wieder mit dem Fuße zu betreten. Doch Nechtans Sehnsucht nach der Heimat ist so groß, dass er das Verbot vergisst und nach der Ankunft sofort aus dem Boot an Land springt, wo er sogleich zu Staub zerfällt. Bran und seine anderen Gefährten bleiben im Boot, Bran erzählt den am Strand versammelten Iren seine Abenteuer und sie fahren wieder auf den Ozean hinaus.

## Textaufbau
Der Text besteht aus einer Mischung aus Prosa und lyrischen Passagen. Den größten Teil des Texts machen dabei zwei lange Gedichte aus, die jeweils ausführlich die wörtliche Rede einer anderweltlichen Figur wiedergeben, während die Prosapassagen in sehr knapper Weise den Fortschritt der Handlung beschreiben. Im ersten dieser beiden Gedichte schildert eine anderweltliche Frau die Anderwelt im fernen Westen jenseits des Meeres; dabei werden christliche Elemente und Motive mit Wurzeln in der Mythologie des vorchristlichen Irland miteinander verschmolzen. Im zweiten Poem beschreibt Manannán mac Lír das Meer als Blumenebene sowie den Weg zur „Insel der Frauen“ und erklärt den heilsgeschichtlichen Status der anderweltlichen Wesen: Die Wesen der Anderwelt (die „Elfen“) werden als Nachkommen Adams erklärt, die vor dem Sündenfall geboren wurden und damit dessen Folgen entgangen sind. Auf diese Art gelingt es dem Autor von Immram Brain, die Wesen der Anderwelt trotz ihrer Wurzeln in der vorchristlichen Mythologie Irlands in das Weltbild des inzwischen christlichen Irland einzubinden: die paradiesische Anderwelt wird zu einem Spiegel des Paradieses vor dem Sündenfall.

## Weblink
- John T. Koch: Celtic culture: a historical encyclopedia. Bände 1–5, ABC-CLIO, 2006, S. 959.